# Laguna Beach (Floride)
Laguna Beach est une census-designated place du comté de Bay, dans l'État de Floride, aux États-Unis,. En 2020, elle compte une population de 4 330 habitants.